# 蒙古扁桃
蒙古扁桃（学名：Prunus mongolica）为蔷薇科李属的植物。分布于蒙古以及中国大陆的内蒙古、甘肃、宁夏等地，生长于海拔1,000米至2,400米的地区，多生于荒漠区、荒漠草原区、石质坡地、低山丘陵坡麓及干河床，目前尚未由人工引种栽培。种名mongolica意为蒙古的。

## 别名
乌兰-布衣勒斯（汉语拼音字母：ûlaan buils，即“红扁桃”之意）